# Авшаломов, Дэвид
Дэвид Авшаломов (род. 1946, Нью-Йорк) — американский композитор. Сын Якова Авшаломова, внук Аарона Авшаломова.
Родился в семье композитора и дирижёра Джейкоба Авшаломова и поэтессы Дорис Авшаломов, вырос в Портланде (штат Орегон). Получил музыкальное образование в Гарвардском университете, где работал литавристом в камерных ансамблях, пел в хоре и начал сочинять оркестровую и фортепианную музыку. После окончания университета в 1967 году, продолжил обучение дирижёрскому мастерству в Вашингтонском университете в Сиэтле, затем служил тимпанистом и хористом в оркестре Американских военно-воздушных сил в Вашингтоне. После демобилизации в 1972 году продолжил обучение на дирижёрском отделении в Вашингтонском университете (Сиэтл) у Сэмюэла Крахмальника и в 1975 году защитил диссертацию по анализу «Пяти оркестровых этюдов» Шёнберга.
С 1978 года — в Лос-Анджелесе. Работал дирижёром в различных коллективах, в 1980—1989 годах руководил собственным камерным оркестром. С 1989 года целиком посвятил себя сочинительству. В 1997 году вместе с отцом посетил Москву, где принял участие в записи нескольких альбомов произведений деда, Аарона Авшаломова, с Московским симфоническим оркестром для лейблов Naxos и Marco Polo. В настоящее время живёт в Санта-Монике (Калифорния).

## Награды
- American Prize за композицию группы (3-я премия)[1].
- American Prize за композицию группы (2-я премия)[2].
- International Orange Chorale of San Francisco — победитель конкурса композиторов[3].